# (3750) Ilizarov
(3750) Ilizarov es un asteroide perteneciente al cinturón de asteroides, descubierto el 14 de octubre de 1982  por Liudmila Gueorguievna Karachkina desde el Observatorio Astrofísico de Crimea (República de Crimea).

## Designación y nombre
Designado provisionalmente como 1982 TD1. Fue nombrado Ilizarov en honor al médico soviético ruso Gavriil Abramovich Ilizarov.